# ایرا استنبری
ایرا استنبری (انگلیسی: Eira Stenberg؛ زادهٔ ۱ ژانویهٔ ۱۹۴۳) مؤلف (پدیدآور)، نویسنده، و شاعر اهل فنلاند است.
وی همچنین برندهٔ جوایزی همچون جایزه اینو لینو شده‌است.